# Nicolaas Damant

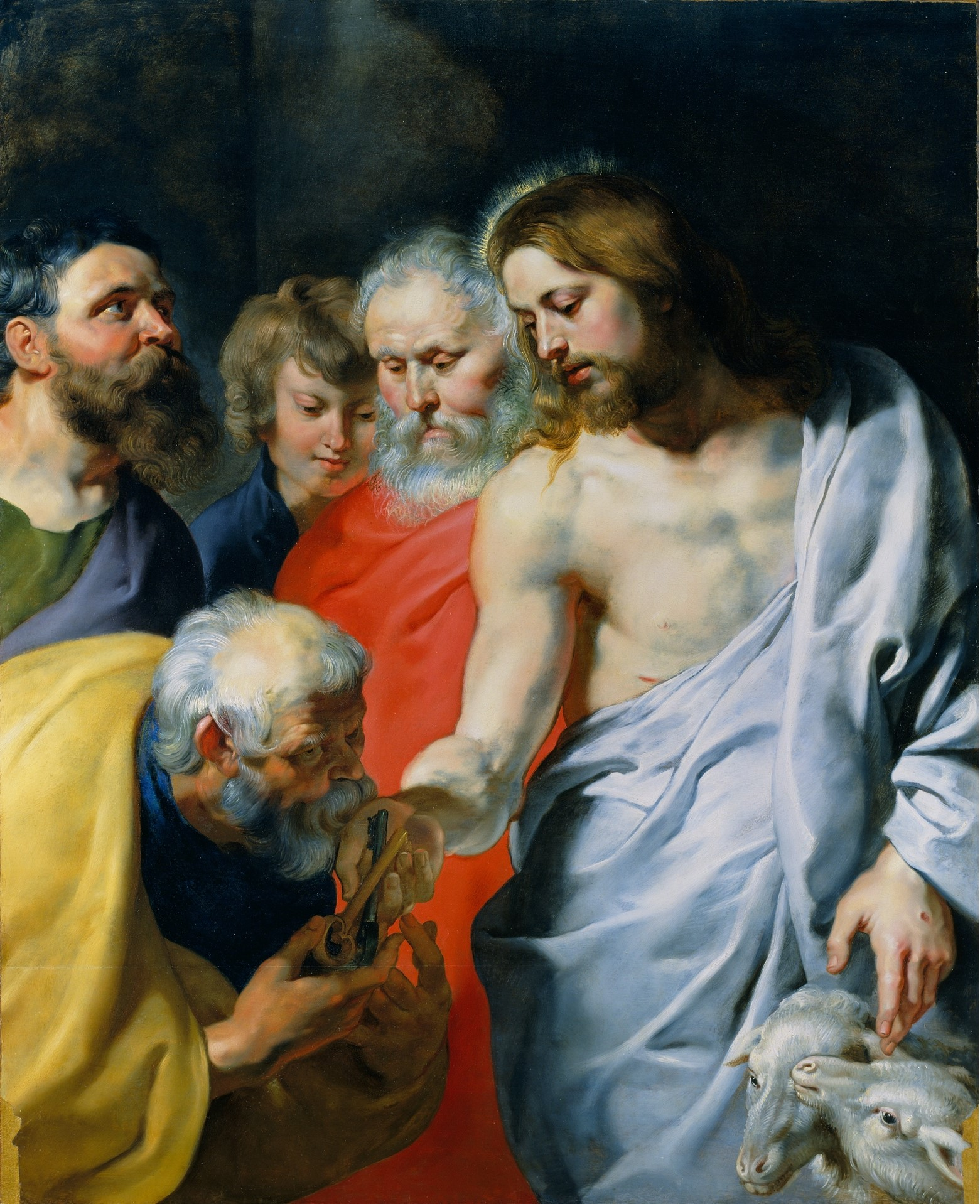
De opdracht aan Petrus (Rubens, ca. 1616). Dit schilderij uit de Wallace Collection in Londen was onderdeel van het epitaaf van Damant.

Nicolaas Damant (Brussel, ca. 1531 – aldaar, 17 juli 1616) was een magistraat en staatsman in de Habsburgse Nederlanden. Hij was burggraaf van Brussel en kanselier van Brabant.

## Leven
Hij werd geboren rond 1531 als zoon van de edelman Pieter Damant, een raadslid en kamerling van keizer Karel V. Zijn jongere broer Pieter Damant zou bisschop van Gent worden. Nicolaas studeerde rechten en werd advocaat. De hertog van Alva benoemde hem op 7 mei 1568 in de Raad van Brabant. 
In 1578 ontvluchtte Damant de Brusselse republiek, die volledig werd overgenomen door calvinisten. Hij ging met de koningsgezinde raadsheren zetelen in Leuven en behoorde in 1584 tot degenen wier roerende goederen door het nieuwe regime in beslag werden genomen en openbaar verkocht. In 1582 was hij raadsheer en rekwestmeester geworden van de Geheime Raad, die toen vanwege de opstand in Doornik zetelde. 
Terwijl Farnese in het zuiden orde op zaken stelde, werd Damant op 7 april 1585 benoemd tot lid van de Raad van Vlaanderen, maar zijn Brabantse nationaliteit lokte protest uit, wat werd gepareerd met een beroep op het voorrecht ubique natus. Al na korte tijd raakte het conflict achterhaald doordat hij op 13 juni 1585 het kanselierschap van Brabant kreeg. 
Op 12 december 1587 werd hij lid van de Raad van State en riep koning Filips II van Spanje hem naar Madrid als zegelbewaarder in Nederlandse aangelegenheden. Zijn vrouw Barbara Brant stierf er in 1591. Damant keerde in 1596 terug naar Brussel om de aartshertog Albrecht van Oostenrijk, de nieuwe landvoogd en weldra soevereine vorst van de Spaanse Nederlanden, bij te staan. Aan het hof had hij behoorlijk wat invloed. Hij kocht in 1606 het burggraafschap van Brussel van Maximiliaan II van Hennin-Liétard.
Hij stierf in Brussel op 17 juli 1616 en werd begraven in de Sint-Goedelekerk. Zijn epitaaf was gedecoreerd met een schilderij van Rubens, dat in 1800 werd verkocht.